# Pyrus vallis-demonis
Pyrus vallis-demonis Raimondo & Schicchi, 2004 è una specie della  famiglia delle Rosacee, endemica della Sicilia
Questa specie rientra nel gruppo del genere Pyrus con frutti a calice deciduo.

## Etimologia
L'epiteto specifico si riferisce a Val Demone, antica suddivisione nord-orientale della Sicilia e toponimo che si riferisce alla località di rinvenimento della specie.

## Descrizione
È un albero alto fino a 8 m, con rami eretto-patenti, dotati di aculei; quelli di 2-3 anni sono coperti da numerose lenticelle.
Le foglie sono glabre o scarsamente pelose alla base, con lamina da ovata ad ellittica (rapporto larghezza/lunghezza = 0,34-0,65)
L'infiorescenza è un corimbo di 12-18 fiori, con ricettacolo ricoperto da peli semplici biancastri. Fiorisce da aprile a giugno.
Il frutto è un pomo piriforme o globoso color ruggine coperto da numerose lenticelle. Calice frequentemente deciduo.

## Distribuzione e habitat
Pyrus vallis-demonis è confinato ad una piccola area, tra 1300 e 1480 m di altitudine in località Moglia e sui versanti settentrionali di Serra Mirìo e Serra Pumeri,  nel Parco dei Nebrodi.
Si riscontra in aree boschive dominate da Quercus cerris, spesso in associazione con Rosa canina, Prunus spinosa, Ruscus aculeatus, Acer campestre.